# Reacció de Txitxibabin
La reacció de Txitxibabin és un mètode químic per produir derivats de la 2-aminopiridina fent reaccionar piridina amb amida de sodi. Va ser donada a conéixer per part d'Aleksei Txitxibabin el 1914. La forma general de la reacció és:

L'aminació directa de la piridina amb amida de sodi té lloc en amoníac líquid. primer s'afegeix un nucleòfil per una addició nucleofílica NH₂- i s'allibera un hidrur (H-).
La reacció de Txitxibabin és una substitució nucleofílica en l'anell de la piridina.
El nucleòfil amino ataca el carboni.